# Daimonion (album)
Daimonion – album piotrkowskiego zespołu Daimonion wydany 15 czerwca 2007 roku przez wytwórnię Love Industry. Jest on oficjalnym debiutem płytowym zespołu, a zarazem reedycją materiału obecnego wcześniej w limitowanym nakładzie na podziemnym rynku w postaci płyt CD-R. Oznacza również powrót zespołu do działalności po kilkuletniej przerwie.

## Lista utworów
Źródło:.
1. „Intro” – 0:54
2. „Wiatr” – 2:46
3. „Poza Tobą” – 5:35
4. „Inne kolory” – 4:55
5. „Tak blisko, a tak daleko” – 5:31
6. „Torami Twojej produkcji” – 5:31
7. „Obłęd” – 5:32
8. „Noc (jej siostra zabrała Twoje dni)” – 5:19
9. „Styks (długa podróż)” – 12:58

## Skład
Źródło:.
- Marcin Tymanowski – wokal
- Marcin Gliszczyński – gitara
- Tomasz Stelmaszek – gitara
- Adrian Tymanowski – gitara basowa
- Daniel Kruz – perkusja